# Stehekin River
La rivière Stehekin (Stehekin River) est une rivière qui appartient au bassin du fleuve Columbia  et qui s'écoule dans l’État de Washington au nord-ouest des États-Unis. Son nom provient d'un terme amérindien signifiant « le voie qui traverse »,.

## Description
La rivière prend sa source au sein de la chaîne des Cascades et termine sa course au niveau du très profond lac Chelan.  Elle prend plus précisément naissance au sein du parc national des North Cascades à proximité du col Cascade Pass. Parmi les montagnes proches de la source se trouvent le Boston Peak, la Buckner Mountain, la Booker Mountain, le Sahale Peak, le Cascade Peak, le Mix-up Peak et le Hurry-up Peak. Ses derniers kilomètres tracent la frontière entre le parc national et la zone récréative Lake Chelan National Recreation Area. La rivière se jette dans le lac Chelan au niveau de la petite localité de Stehekin qui n'est accessible que par bateau faute de route. La région est appréciée des campeurs tandis que le Pacific Crest Trail traverse la région.

## Histoire
Durant les années 1880, des prospecteurs arrivent dans la zone en vue d'y découvrir des métaux ou des minéraux précieux. Un hôtel s'installe à l'embouchure de la rivière pour y accueillir les touristes et des mineurs. Des agriculteurs s'installent dans la vallée dans les années 1910. La Buckner Homestead est une ferme qui remonte à cette époque et qui est maintenant classée au Registre national des lieux historiques. Vu le climat rigoureux en hiver, les premiers habitants ne restent pas dans la zone tout au long de l'année. L'exploitation minière dans la vallée déclina ensuite mais l'économie de la vallée changea à l'arrivée du Service des forêts des États-Unis dans le domaine de l'exploitation forestière. La zone vit également du tourisme drainé par la zone récréative et le parc national.

## Affluents

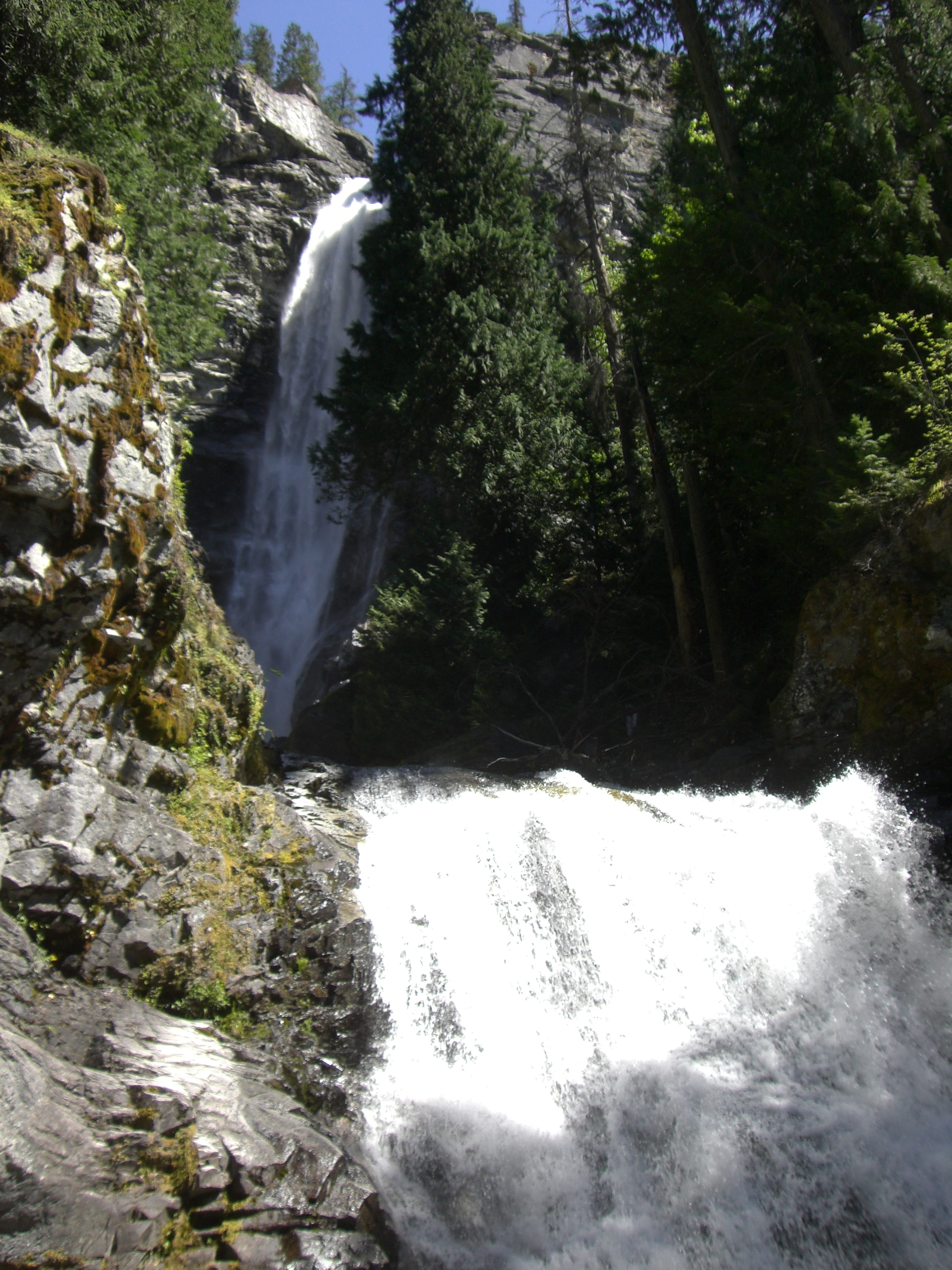
Cascades de Rainbow Falls sur le Rainbow Creek

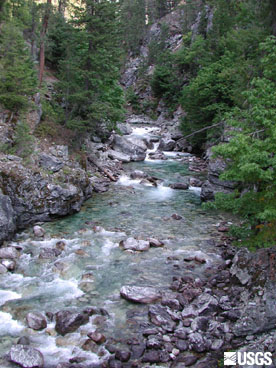
Bridge Creek

Parmi les principaux affluents de la rivière se trouve:
- Agnes Creek
- Arrow Creek
- Basin Creek
- Battalion Creek
- Blackberry Creek
- Boulder Creek
- Bridge Creek
- Buzzard Creek
- Cabin Creek
- Canim Creek
- Clear Creek
- Company Creek
- Coon Creek
- Cottonwood Creek
- Doubtful Creek
- Flat Creek
- Junction Creek
- Margerum Creek
- McGregor Creek
- Moon Creek
- Park Creek
- Pelton Creek
- Rainbow Creek
- Sun Creek
- Theis Creek
- Tolo Creek